# Tivia vestigialana
Tivia vestigialana är en kackerlacksart som beskrevs av Roth, L. M. 2003. Tivia vestigialana ingår i släktet Tivia och familjen Polyphagidae.
Artens utbredningsområde är Kenya. Inga underarter finns listade i Catalogue of Life.